# علوم اجتماعی محیطی
مهردادموسی پور مختره لرستانی شهر کوهدشت منطقه سرطرهانی میباشد دارای اختراعات زیادی است

## مهردادموسی پور
هدف ایدئولوژی‌ها، زمینه‌ها و مفاهیم در علوم اجتماعی محیط زیست، انتقال مسائل در هم تنیده شده در روابط اجتماعی، نهادها و فعالیت‌های انسانی است که پیوسته محیط زیست ما را شکل می‌دهند یا توسط آن شکل می‌گیرند.
به عنوان مثال: اکولوژی سیاسی بر این فرض استوار است که محیط زیست «یک سیاست» نیست بلکه در این مورد بحث می‌کند که چگونه مدیریت می‌شود، چه کسی به محیط زیست دسترسی دارد، چگونه منابع محیط زیستی از طریق ساختارهای سیاسی، روابط قدرت، نهاده‌های اقتصادی و فرایندهای اجتماعی شکل می‌گیرند.
پل رابینز، این مسئله را در تمایز خود "از یک شعر سیاسی" بیان می‌کند. بنا به گفته رابینز، بوم‌شناسی سیاسی بر شناسایی "سیستم‌های وسیع‌تر" به جای مقصر دانستن سریع نیروهای محلی تأکید دارد. بین مشاهده سیستم‌های اکولوژیکی به عنوان قدرت حمل و نقل، به جای این که از نظر سیاسی بی‌اثر باشد و بین اتخاذ رویکردی کاملاً هنجاری تا حدی که بی‌طرفی تمایل را ادعا می‌کند بررسی می‌شود. روابط زیست محیطی انسان ازطریق "سیستم "(سیاست، اقتصاد، روابط قدرت) در سراسر یک شبکه از روابط انسانی و ساختارهایی ایجاد شده که در روابط اکولوژیکی با یکدیگر ارتباط دارند بنابراین دانشمندان علوم اجتماعی بر روابط زیست محیطی انسان تأکید می‌کنند. ایده دیگری که با توجه به این موضوع در علوم اجتماعی محیط زیست مورد توجه قرار گرفته‌است، ایده "عدالت زیست محیطی" است که مسائل مربوط به عدالت اجتماعی را با موضوعات مرتبط با محیط زیست پیوند می‌دهد. در توصیف عدالت محیطی، مفاهیمی که مورد تأیید شورمن-اویمت و کوپنینا قرار گرفته‌اند، شامل "برابری و مسائل حقوقی در رابطه با فعالان اجتماعی " است. این مسائل در بحث‌های در مورد آسیب‌پذیری زیست محیطی و توزیع نابرابر منابع انجام می‌شود. در اینجا این ایده نهفته‌است که گروه‌های خاصی نسبت به "بارهای زیست محیطی" بیشتر آسیب‌پذیر هستند در حالی که گروه دیگر دسترسی بیشتر به "مزایای زیست محیطی" را به عنوان تعریف منابع محیطی و خدمات به حساب می‌آورند.
در تلاش بیشتر برای درک رشته‌های روابط زیست‌محیطی بشر، علوم اجتماعی محیطی شروع به کشف روابط بین انسان و غیر انسان کرده‌اند تا درک کنند که چگونه هر دو با یکدیگر در دنیای طبیعی تعامل دارند. ایده‌های مربوط به بررسی تعاملات انسان و حیوانات در جهان طبیعی، در رفتار زیست‌محیط برجسته شده‌اند.
شورمن قیمت و کوپنینا اخلاق محیط را به عنوان "یک رشته فلسفه" تعریف می‌کنند که با مشکلات اخلاقی حول محیط زیست سر و کار دارد، در برخی موارد توجیه اخلاقی و انگیزه اخلاقی برای ایجاد حفاظت از محیط زیست یا ملاحظات رفاه حیوانات را فراهم می‌کند. این موضوع در بحث‌هایی با توجه به ارزش محیطی و حقوق معنوی به اوج خود رسید و چه کسی در اکوسیستم بزرگ‌تر باید این حقوق را تعیین کند. اخلاق محیطی به بررسی منطقی بین انسان و طبیعت می‌پردازد که نشان می‌دهد چگونه شکل انسان در طبیعت می‌تواند به تغییر شکل انسان، روابط آن‌ها و شرایط آن‌ها بپردازد. ایده‌هایی که از پرسش‌های بررسی این دیالکتیک به وجود آمده‌اند، شامل ایده‌های "پست داخلی " است.
اهلی بودن به پویایی اجتماعی تولید شده در جوامعی گفته می‌شود که در آن انسان‌ها به‌طور روزمره با حیواناتی غیر از حیوانات خانگی ارتباط برقرار می‌کنند، در مقابل در افراد پس از اهلی از نظر حیواناتی که مصرف می‌کنند با مراجعه به ایده‌های (2005 Bulliet) کاملاً فاصله دارند. Emel و Neo نئو می‌گویند که فاصله ای از مشاهده فرآیندهای حاکم بر زندگی حیوانات از جمله تولد، مرگ در حالی که حیوانات را به عنوان غذا مصرف می‌کنید، تأثیر متفاوتی نسبت به افرادی دارد که قرار است به‌طور مداوم با حیوانات تعامل داشته باشند. آنها اشاره می‌کنند که بعد از رام شدن ممکن است احساس گناه ایجاد شود، اما ادامه مسافت بین زندگی حیوانات ناشی از تعامل با حیوانات به عنوان یک کالا ممکن است باعث شود مردم فقط با آنها ارتباط بسیار دور داشته باشند یا آنها را به عنوان بسته‌هایی در فروشگاه تصور کنند که آنها را از چرخه‌های زندگی جدا می‌کند؛ بنابراین، علم محیط‌زیست مسیر را به مفاهیم، ایده‌ها و پارادایم‌ها تبدیل کرده‌است که در میان یکدیگر متفاوت هستند اما همگی به دنبال حل مسائل مربوط به محیط‌زیست با زمینه‌های دیگر و موضوعات در علوم اجتماعی هستند.
اپیدمیولوژیست‌های اجتماعی تحقیق می‌کنند که چگونه SES (وضعیت اقتصادی اجتماعی) دسترسی متفاوتی به منابعی مانند درآمد و اعتبار را تعیین می‌کند که می‌تواند طبقه‌بندی در سلامت و کیفیت زندگی ایجاد کند. اغلب، تحقیقات آن‌ها به عوامل اجتماعی سلامت که مراکز کنترل و پیشگیری از بیماری (CDC) گزارش می‌دهند، به عنوان «شرایط در مکان‌هایی که مردم در آن زندگی می‌کنند، یادگیری، کار، و بازی … که بر گستره وسیعی از خطرات و پیامدهای سلامتی تأثیر می‌گذارد» گزارش می‌دهد. این اپیدمیولوژیست‌ها برای درک اهمیت تأثیرات محیط‌های مختلف بر روی انسان‌ها باید در همکاری با دانشمندان علوم اجتماعی محیط زیست باشند. چنین کاری بر سیاست‌های زیست محیطی و بهداشت عمومی برای بهبود سطح زندگی برای انسان در سطح جهان تأثیر می‌گذارد. پنجمین کنفرانس وزرای اروپا در زمینه محیط زیست و بهداشت توافق کردند که بر روی بهبود شرایط مسکن با درآمد پایین با برنامه‌ریزی جدید شهری، عدالت بهداشتی و سیاست‌های عدالت زیست محیطی با تمرکز ویژه بر پیش‌گیری از قرار گرفتن کودکان در معرض خطرات قابل توجه سلامت محیطی، کار کنند. با تمرکز ویژه بر پیش‌گیری از قرار گرفتن کودکان در معرض خطرات قابل توجه سلامت محیطی، کار کنند.
اپیدمیولوژی از چارچوب مثلث محیط نماینده میزبان برای درک این موضوع که چرا انسان‌ها بیمار هستند و این سه رویکرد اجازه می‌دهد تا بررسی کنیم که چگونه محیط زیست به کاهش وضعیت سلامت برای یک زیر بخش یا کل جمعیت کمک می‌کند. این امر این ایده را ترویج می‌کند که عوامل اجتماعی، فرهنگی، اقتصادی، سیاسی و زیست‌محیطی همگی عوامل مهمی هستند که باید در نظر گرفته شوند و ارزیابی‌های تأثیر سلامت (HIA)توصیه شده توسط متخصصین اپیدمیولوژیست اجتماعی که با محیط اجتماعی محیط کار می‌کنند، به‌طور موثر تغییرات مثبتی در محیط‌ زیست ایجاد می‌کنند. سازمان بهداشت جهانی (WHO) در سال ۲۰۰۱ با اعضای خود همکاری کرد تا از ارزیابی‌های زیست محیطی برای بهبود کیفیت زندگی به ویژه در جوامع ضعیف اجتماعی - اقتصادی در سراسر جهان، اطمینان حاصل کند. از آنجا که محیط می‌تواند عوامل استرس‌زا ایجاد کند که عواملی هستند (مثلا مسکن با کیفیت پایین در مناطق دارای آلودگی بالا) که کیفیت زندگی میلیون‌ها نفر را در سطح جهانی محدود می‌سازند، دانشمندان علوم اجتماعی به‌طور مشترک با داده‌های تحقیق اجتماعی داده‌ها کار می‌کنند و رابطه بین وضعیت سلامتی و مسایل محیطی را درک می‌کنند.

### بیشتر خواندن
- Berkhout , Frans، ملیسا لیچ، و ایان Scoones. 2003 "تغییر دیدگاه‌ها در علوم اجتماعی محیط زیست". ص. ۱–۳۱ در مذاکره دربارهٔ تغییر محیط: چشم‌اندازهای جدید از علوم اجتماعی. چلتنهام، انگلستان: ادوارد الگار.شابک ‎۹۷۸−۱۸۴۳۷۶۱۵۳۲شابک 978-1843761532
- فولمر، هنک و اولوف یوهانسون- استنمن. ۲۰۱۱ "آیا اقتصاد محیط زیست هواپیما بدون موتور تولید می‌کند؟ دربارهٔ نیاز به یک علوم اجتماعی زیست محیطی، " اقتصاد محیط زیست و منابع ۴۸ (۳): ۳۳۷–۳۶۱.
- موران، امیلیو. ۲۰۱۰ علوم اجتماعی محیطی: تعاملات انسان و محیط و پایداری. مالدن، MA: جان ویلی.شابک ‎۹۷۸−۱۴۰۵۱۰۵۷۴۳شابک 978-1405105743
- Scoones , I. 1999. "بوم‌شناسی جدید و علوم اجتماعی: چه چشم اندازهایی برای یک نامزدی ثمربخش؟" بررسی سالانه انسان‌شناسی ۲۸: ۴۷۹–۵۰۷.
- واکارو، اسماعیل، اریک آلدن اسمیت و شانکار آسوانی، ویراستاران. ۲۰۱۰ علوم اجتماعی محیط زیست: روشها و طراحی تحقیق. کمبریج، انگلستان و نیویورک: انتشارات دانشگاه کمبریج.شابک ‎۹۷۸−۰−۵۲۱−۱۲۵۷۱−۰شابک 978-0-521-12571-0